# افراد خودی
افراد خودی (اسپانیایی: Los nuestros‎) یک مجموعهٔ تلویزیونیِ اکشنِ تنش‌آلود و پرهیجان اسپانیایی است که در سال ۲۰۱۵ منتشر شد. فصل اول سریال در دسامبر ۲۰۱۵ و فصل دوم در ۲۰۱۷ منتشر شد.

## گزیدهٔ بازیگران
- اوگو سیلبا
- بلانکا سوآرس
- آنتونیو بلاسْکِـس
- آلوارو سروانتس
- لوچو فرناندس
- مارینا سالاس
- تریستان اوجوا
- لایا مارول
- مونیکا لوپس
- فرانسزگ گاریدو
- پائولا اچه‌باریا
- رودولفو سانچو
- آیدا فولچ
- الویرا مینگس